# Ronde van de Pyreneeën (mannen)
De Ronde van de Pyreneeën (Frans: Tour des Pyrénées, Spaans: Vuelta a los Pirineos) was een wielerwedstrijd die jaarlijks werd verreden in zowel het Franse als het Spaanse gedeelte van de Pyreneeën. De wedstrijd was onderdeel van de UCI Europe Tour en had daarin een 2.2-status. De editie van 2010 was voorlopig de laatste.

## Geschiedenis
De wedstrijd werd in 1978 voor het eerst verreden, toen nog als de "Tour de Bigorre". De organisatie was in handen van de Union Cycliste Tarbaise. Voor de editie van 1995 werd gehouden, fuseerde de ronde met de Tour du Béarn-Aragon, de ronde heette vanaf dat moment de "Tour cycliste International Aragon-Béarn-Bigorre". Sinds 1999 heet de ronde zoals hij nu nog heet; Tour des Pyrénées/Vuelta a los Pirineos. Tot 2004 was het een amateurkoers.

## Lijst van winnaars

### Meervoudige winnaars
| Overwinningen | Renner        | Jaren      |
| ------------- | ------------- | ---------- |
| 2             | Denis Leproux | 1996, 1997 |
| 2             | Igor Pavlov   | 1999, 2001 |

### Overwinningen per land
| Overwinningen | Land                                        |
| ------------- | ------------------------------------------- |
| 6             | Frankrijk                                   |
| 3             | Spanje                                      |
| 2             | Rusland                                     |
| 1             | Oostenrijk , Colombia , Verenigd Koninkrijk |